# Hortensia (Buenos Aires)
Hortensia es una localidad de la provincia de Buenos Aires, Argentina, perteneciente al partido de Carlos Casares.

## Historia
La localidad era estación del antiguo Ferrocarril Midland, llegó a tener 1800 habitantes.
Su decadencia comienza a producirse con la grave crisis económica de la década de 1930,[cita requerida]que afectó en gran medida al campo, y con el advenimiento de la explosión industrial en Buenos Aires y el conurbano en la segunda mitad de la década de 1940, que provocó una emigración en masa desde los pueblos del interior.[cita requerida]
Desde entonces, la ausencia de políticas de estado destinadas a promover el progreso de los pueblos del interior, los fenómenos naturales -inundaciones- que devastaron la provincia la década de 1980, y el levantamiento del ferrocarril en la década de 1970, contribuyeron a la paulatina desaparición de gran parte de la comunidad.[cita requerida]

## Población
Cuenta con 224 habitantes (Indec, 2010), lo que representa un incremento del 6% frente a los 211 habitantes (Indec, 2001) del censo anterior.
| Gráfica de evolución demográfica de Hortensia entre 1991 y 2010 |
|                                                                 |
| Fuente: Censos nacionales del INDEC                             |